# ISO 9646
L'ISO 9646 ou ISO/CEI 9646 est une norme internationale spécifiant une méthode générale d'essais de conformité. Elle a été conçue conjointement par l'Organisation internationale de normalisation (ISO) et la Commission électrotechnique internationale (CEI). Elle concerne l'interconnexion de systèmes ouverts (OSI) dans le cadre des technologies de l'information.
La conformité à la norme OSI peut être testée sur une norme internationale, une recommandation de l'UIT-T ou un profil normalisé international (ISP).
Cette méthodologie s'applique aux essais de conformité de spécification :
- de protocole OSI
- d'une syntaxe de transfert combinée à un protocole OSI spécifique
- d'un profil constitué de protocoles, incluant les essais de conformité aux objets d'information utilisés en combinaison avec un ou plusieurs protocoles définissant le profil
- d'une combinaison de protocoles OSI, utilisées éventuellement en combinaison avec une norme de syntaxe de transfert et/ou un ou plusieurs objets d'information[2].

L'ISO/CEI 9646 s'applique aux activités des essais de conformité et de leur normalisation dont notamment trois activités majeures :
- spécification de suites de tests abstraites (ATS) pour des protocoles OSI déterminés et des spécifications d'essai de profils (PTS)[3] pour des profils OSI déterminés
- réalisation d’outils de test capables d’exécuter la forme exécutable d’une suite de tests abstraite
- processus d’évaluation de conformité, exécuté par un laboratoire d’essais pour un client spécifique et basé sur la déclaration de conformité d’une mise en œuvre (ICS).

Rapports :
* essai de conformité du système (SCTR)
* rapport(s) essai de conformité au protocole (PCTR)
* un rapport PCTR par ATS utilisée
Résultats : donnés en fonction d’une ou plusieurs spécifications de protocoles et suite(s) de tests utilisées.
L’ISO/CEI 9646 ne traite pas de la certification et la procédure administrative qui peuvent suivre les essais de conformité, des conditions de recettes et contrats, des essais par des méthodes de test spécifiques aux applications, protocoles ou systèmes particuliers, des tests de conditions de conformité par des moyens autres que les échanges d’unités de données de protocole (PDU).
Elle ne s’applique pas totalement aux protocoles de la couche physique même si la plupart des concepts s’appliquent à tous les protocoles.